# Länsi-Uusimaa
Länsi-Uusimaa är en finländsk sexdagarstidning som utkommer i Lojo. 
Tidningen startades i Hangö 1914, men flyttades till Lojo 1929. Den hade på 1920- och 1930-talen en äktfinsk högerprofil, vilket begränsade läsekretsen; under senare delen av 1900-talet lyckades den fördubbla sin upplaga, som 2009 uppgick till 13 456 exemplar. Utgivare är sedan 2004 Keski-Uusimaa-koncernen.